# Arsenic natif
Pour les articles homonymes, voir Arsenic (homonymie).
L'arsenic natif est un corps chimique simple semi-métal de formule As, une espèce minérale de la catégorie des éléments natifs correspondant à l'arsenic. Il contient assez fréquemment des traces d'antimoine et de soufre, de fer et d'argent, de bismuth...
Ce minéral rare, fragile et cassant, tendre et assez lourd, gris noir opaque et de lustre métallique, est caractéristique des veines hydrothermales de minerais à base d'argent, d'antimoine, de cobalt et de nickel dans les roches cristallines.
Il engendre le groupe de l'arsenic dans les classifications minéralogiques.

## Historique de la description et de l'appellation
Le terme grec arsenikos ou arsenikon αρσενικόν, signifiant à l'origine "masculin, viril, vigoureux, de mâle puissance ", emprunté et étendu par le mot latin arsenicum atteste l'ancienneté du savoir antique sur ce minéral aux propriétés réputés fortes et puissantes qui était assimilé à ces principaux sulfures, notamment l'orpiment ou en latin auripigmentum, le fameux pigment jaune d'or. L'arsenic chacophile est bien plus abondant dans ces composés à base de sulfures qu'à l'état natif. En 1310, le terme arsenic semble désigner uniquement l'orpiment commercial, vendu en livre. Albert Le Grand, maître de Thomas d'Aquin, rapporte dans ses écrits, probablement le "De mineralibus" la connaissance de cette matière toxique.

## Cristallographie et cristallochimie

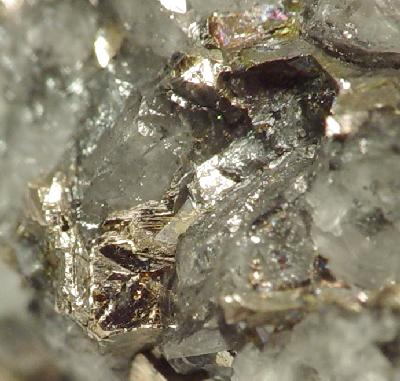
Beaux cristaux millimétriques d'As natif, St Andreasberg, Basse-Saxe

Ses cristaux le plus souvent aciculaires sont rares et recherchés par les collectionneurs; l'arsenic à l'état natif est peu commun.
L'arsenic natif se présente habituellement sous forme d'agrégat globulaires, de masse grenues d'ordinaire mamelonnées ou stalactiques, dont la structure comporte souvent des couches concentriques. Il peut être aussi en masse lamellaire.
Selon la classification de Dana, le groupe de l'arsenic (01.03.01) regroupe la catégorie des éléments natifs (premiers chiffres 01), comportant des corps simples ou composés d'éléments semi-métal ou non métal. Ce groupe homosymétrique, de groupe d'espace R 3 m et de groupe ponctuel 3 2/m comporte sous le code respectif :
- 01.03.01.01 l'arsenic natif As
- 01.03.01.02 l'Antimoine natif Sb
- 01.03.01.03 le stibarsen SbAs
- 01.03.01.04 le bismuth natif Bi
- 01.03.01.05 la stistaïte SnSb

Selon la classification de Strunz le groupe de l'arsenic codé 01.CA.05, ne comporte plus que quatre membres déjà cités, sans la stistaïte.

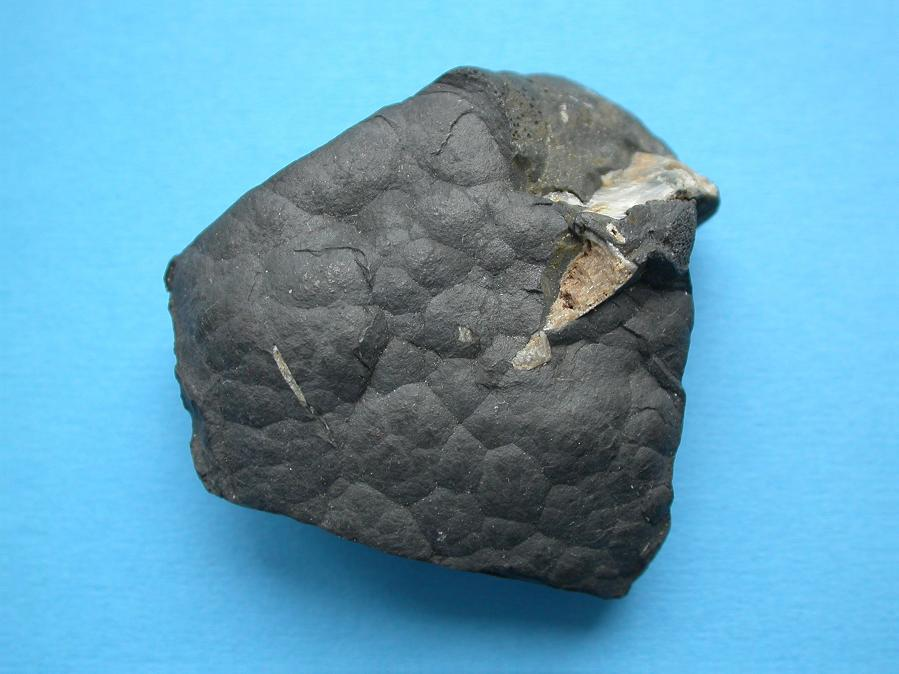
Arsenic natif autrefois dénommé "Scherbenkobalt" de la mine Samson, St Andreasberg, Basse-Saxe, dans le massif du Harz

Rappelons que l'arsénolamprite découverte en Saxe est son ancien dimorphe minéral ou corps allotropique de maille orthorhombique, encore plus rare que l'arsenic natif décrit dans cet article. Le scherbencobalt, parfois encore l'arsénolamprite des anciens, peut être de l'arsenic natif à bande blanche d'antimoine natif ou plus rarement de bismuth natif. Mais cette dénomination caractérisait autrefois avec le fliegenstein ou le cobalt testacé, des variétés d'arsenic natif plus ou moins impures.
Pour être complet, un grand nombre de minéralogistes accepte un trimorphisme de l'arsenic, corps simple, validé par la très rare pararsénolamprite (it) orthorhombique, dont la localité type est l'ancienne halde ou verse de la mine de Mukuno, à Yamago-cho, dans le préfecture Oita, île de Kyushu au Japon. Toutefois, l'association internationale de minéralogie définit la parasénolamprite comme un polymorphe complexe d'arsenic associé à l'antimoine (As,Sb).

## Propriétés physiques et chimiques
Les surfaces inaltérés sont blanc d'étain à reflet métallique.
L'oxydation à l'air le recouvre rapidement d'un enduit noir, souvent poussiéreux. Il s'agit d'un mélange d'arsenic natif terni à l'air, mais parfois de produit d'oxydation comme l'acide arsénieux et d'arsénolite As2O3 couvrant en traces blanchâtres. L'arsénolite, qui se retrouve en encroûtement sur des minéraux variés, n'est autre chose que la "mort aux rats" des anciens.
Le nettoyage des surfaces noircies ou poussiéreuses peut être effectué, selon la recommandation des anciens collectionneurs, par trempage dans de l'eau de chlore.
L'éclat métallique est bien visible sur cassure fraîche et irrégulière. Il est parfois blanc d'étain très lumineux ou banalement gris clair. En quelques heures, les surfaces de fracture ternissent et deviennent gris foncé, sombres et mates. Aussi les vieux échantillons massifs sont souvent ternis, voire à éclat terreux.
Chauffé sur le charbon ou en tube à essai, il se volatilise sans fondre, en dégageant une forte odeur piquante d'ail et en colorant la flamme en bleu ; Il couvre le charbon d'un enduit blanc d'acide arsénieux, ou plus précisément en cristaux blancs homogènes d'arsénolite qui se volatilise seulement au feu réducteur.

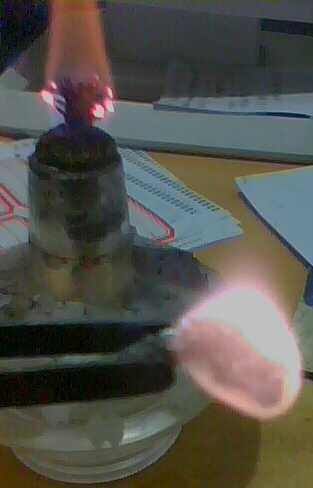
L'arsenic, corps simple, brûle facilement avec une flamme bleue.

L'arsenic natif ne fond pas à pression atmosphérique, mais se volatilise à 450 °C. La fumée blanche a une forte odeur alliacée. Elle est hautement toxique.

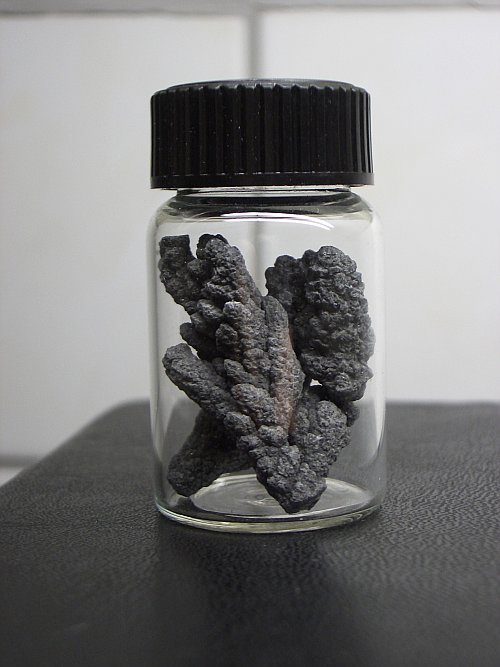
Nodules d'arsenic natif testacé

L'arsenic sent l'ail quand on le broie. Un chauffage rapide permettant une sublimation libère encore plus de vapeur alliacée, en réalité des moles de molécules As4, qui forme la variété allotropique alpha α dite métallique, de masse molaire avoisinant 299,64 g/mol. Il existe deux autres variétés allotropiques As4 β noir amorphe et As4 γ jaune cubique, de basses densités respectivement 4,7 et 2 à 20 °C.

### Analyse, distinction
L'arsenic natif du mont Royal, dans la ville de Montréal, dans la province de Québec au Canada, a la composition chimique suivante en % massique: As 98.94 %, Sb 1.65 %, S 0.16 %, autres insolubles à base de Bi, Sb, Fe, Ni, Ag, S, Se soit au minimum 0,05 %.
Les échantillons massifs de Sainte-Marie-aux-Mines sont très souvent purs à plus de 99 % en masse, avec une impureté maximale d'antimoine de l'ordre de 0.2 % parmi une gamme d'autres impuretés diverses.
L'éclat métallique, l'évolution des couleurs à la cassure facile, l'opacité, la poussière blanc d'étain et son évolution vers le gris terne, la densité, l'odeur d'ail permettent un premier diagnostic.
La pyrite commune et la marcasite sont plus dures. La goethite laisse une trace ou une poussière brune. La dyscrasite, nullement cassante, dévoile un autre habitus. La galène montre un excellent clivage selon le cube.

### Toxicologie
L'arsenic natif est un poison violent. Comme sa poussière imprègne facilement la peau, les mains et les muqueuses, il doit être manipulé avec des gants dans des endroits sécurisés, hors de la portée des novices et des enfants.
Comme il est susceptible de former des dérivés minéraux solubles dans l'eau, le risque d'empoisonnement est élevé.

## Gîtes et gisements
L'arsenic natif est un minéral typique des filons cobalto-argentifères. Il provient concrètement de la réduction de dérivés arséniés de filons hydrothermaux puisqu'il est en association avec divers arséniures et des sulfures d'arsenic, de cobalt ou de nickel.

L'arsenic et les minéraux arséniés apparaissent de manière générale lors des paragenèses des éléments natifs et des principaux composés à base de nickel Ni, de cobalt Co, de bismuth Bi, d'argent Ag, d'uranium U, de plomb Pb, de cuivre Cu, d'antimoine Sb

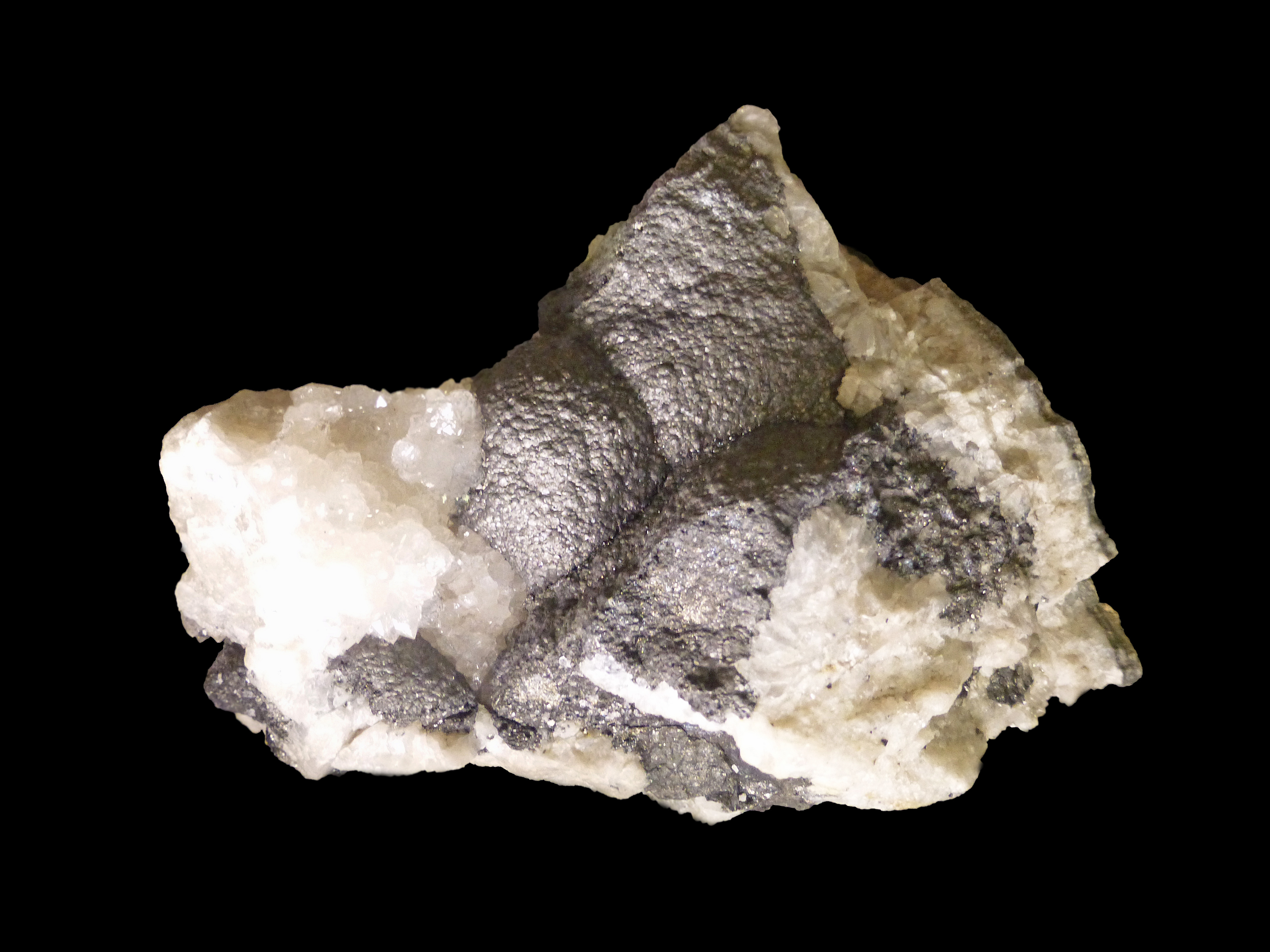
Arsenic natif testacé supportant de la calcite sur gangue de quartz, Musée de minéralogie de Strasbourg, collection Ste-Marie-aux-Mines

Parmi les filons métallifères, les anciennes mines d'argent de Sainte-Marie en Alsace ont livré des blocs homogènes d'arsenic natif de plusieurs kilogrammes. Leurs structures testacées ou mamelonnées, leurs cassures finement grenues sont caractéristiques. La plupart de ces structures massives sont des formations néogènes provoquées par l'infiltration séculaire des eaux dans les galeries plus sèches, après l'abandon de l'exploitation et la déchéance du système d'exhaure. De même origine, le Muséum national d'histoire naturelle possédait à la Belle Époque un très bel échantillon d'arsenic natif sur calcite, supporté par une gangue de quartz et de calcite. L'arsenic natif sur une gangue de quartz peut parfois être sous la forme de moulage de divers groupements bacillaires de bâtons de calcite : c'est une possibilité de "groupement pegmatique" de calcite et d'arsenic natif.

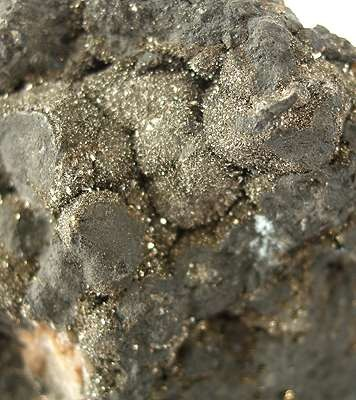
Cristaux de Löllingite parsemées sur de l'arsenic natif mamelonné recouvrant de la dyscrasite nodulaire, Mine Samson, St Andreasberg, Basse-Saxe

Dans les filons de la mine sankt Jakob ou saint Jacques ou celle proche du Gabe Gottes ou Don de Dieu, l'arsenic natif est associé à la galène éventuellement argentifère, à la panabase, à l'argent natif, à la proustite, à la pyrargyrite, à la cobaltine ou cobaltite, et au mispickel.
L'arsenic natif peut apparaître sur les gîtes cramés des mines de charbons, le plus souvent en efflorescence noire. C'est le cas des sites typiques de houillères embrasées de la région stéphanoise. Il s'agit ici d'un produit de volatilisation des houillères embrasées et le dépôt peut être dit de sublimation. Les croûtes cristallines observées à Reveux Saint-Jean comportent des rhomboèdres blancs à face {1011}, selon Alfred Lacroix. Dans le filon de mispickel de Saint-Martin-Le-Sauveté, dans le département de la Loire, le minéralogiste amateur peut trouver des échantillons d'arsenic natif testacé.
Enfin, dans les calcaires dolomitiques métamorphisés, il est possible de trouver des rognons d'arsenic natif.
Association :
sulfures d'arsenic (réalgar, orpiment, duranusite, arsénopyrite ou mispickel, énargite), arséniates de zinc (adamite, legrandite), arséniate de calcium (rosélite), arséniure de fer ou löllingite, skuttérudite, érythrite, galène, blende ou sphalérite, stibnite, pyrite, panabase, proustite, pyrargyrite, cobaltine, cinabre, tennantite, dyscrasite, baryte
quartz, calcite, argent natif, antimoine natif, cuivre natif, bismuth natif, arsénolite (par oxydation).

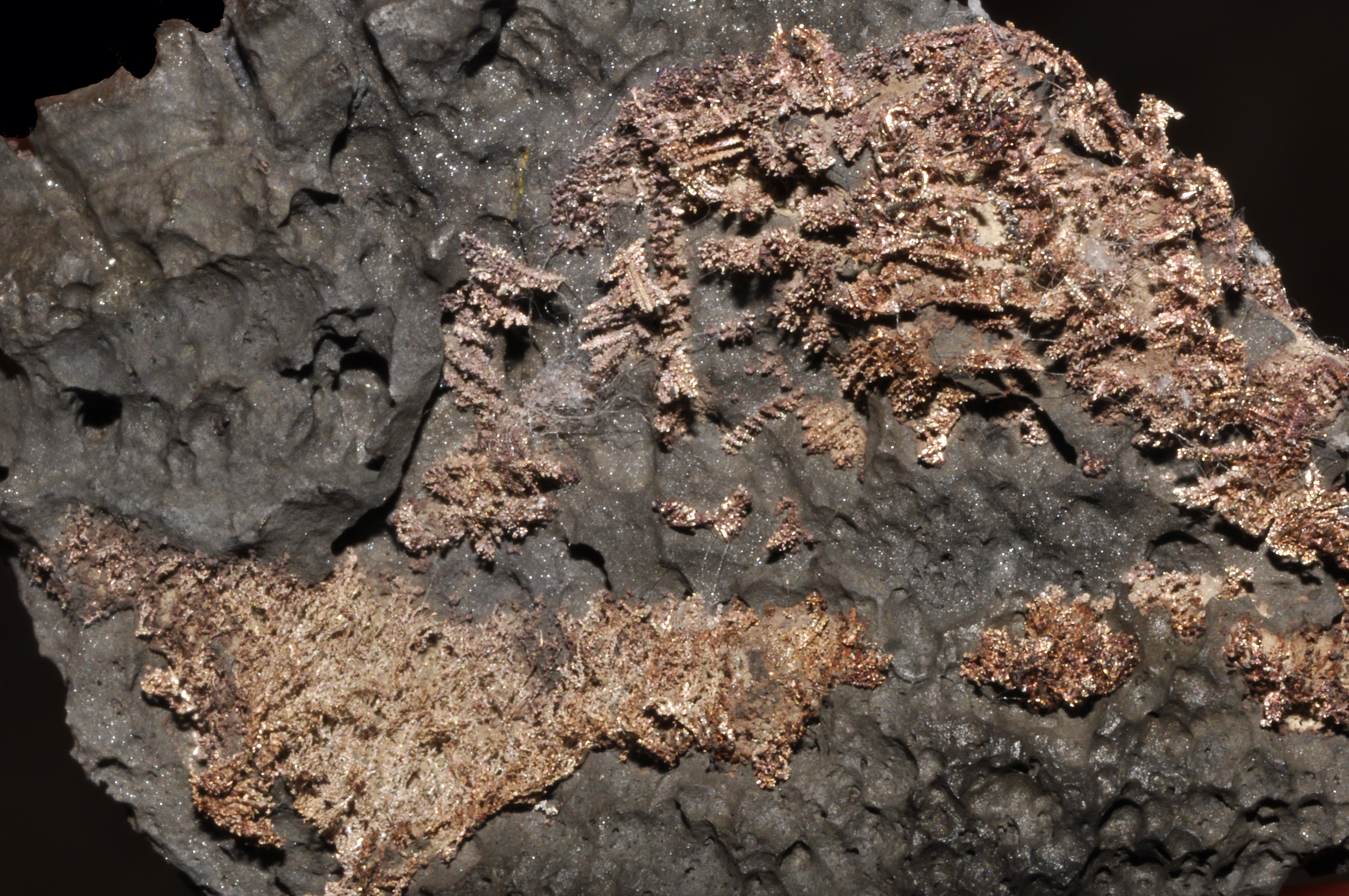
Filonnets ou dendrites d'argent sur arsenic natif gris ou noirâtre, District Schlema-Hartenstein, Erzgebirge ou Monts métallifères

### Gisements relativement abondants ou caractéristiques

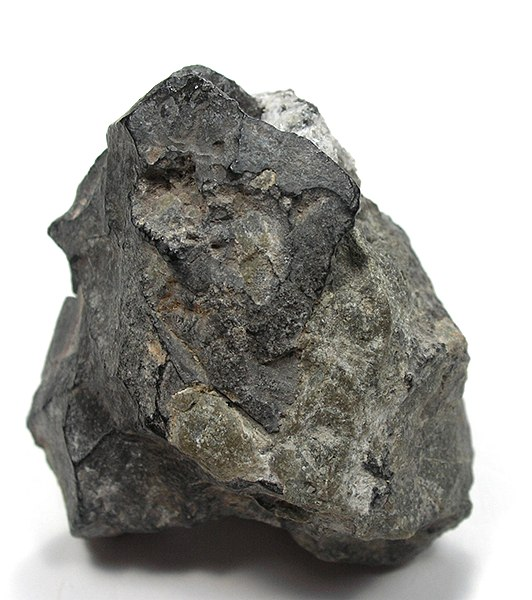
Morceau de 140 g d'arsenic natif, de l'île Alder, Archipel de la Reine Charlotte, Division minière Skeena, état de Colombie Britannique, Canada (élément natif de l'ancienne collection Gene Meieran,)

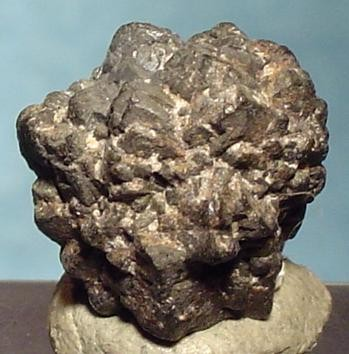
Vieil échantillon centimétrique d'As natif de la mine Akadani ou Akatani, Préfecture Fukui, région Chubu, île nippone d'Honshu

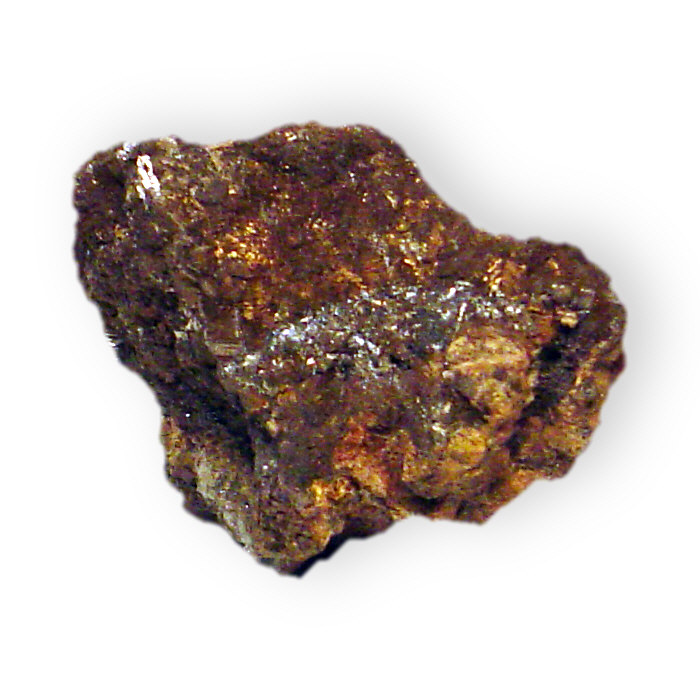
Arsenic natif observable dans les fentes laissées par la stibnite, support de quartz, échantillon de la mine de Bau, province de Sarawak en Malaisie, sur l'île de Bornéo.

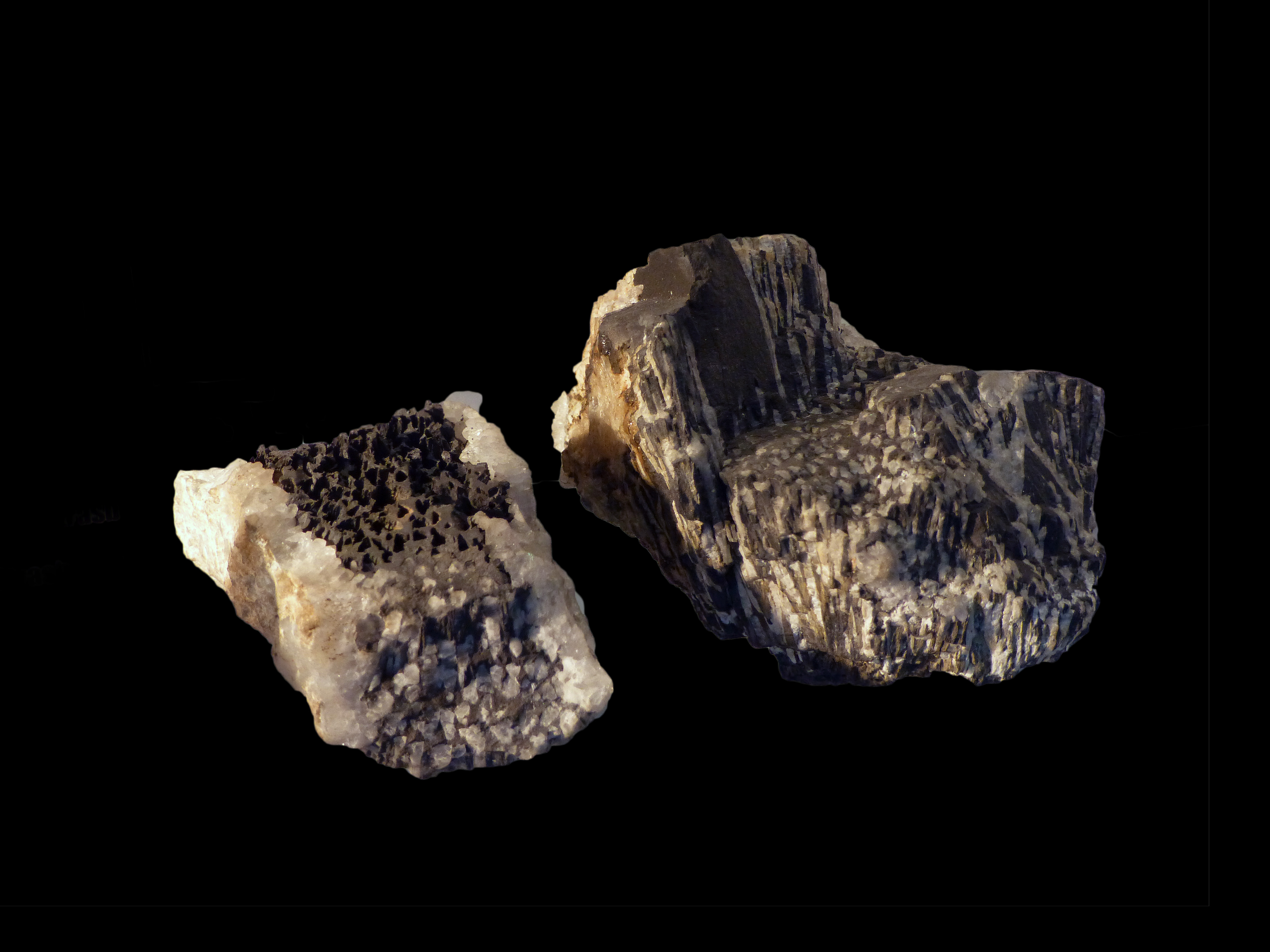
Arsenic bacillaire ou en bâtonnets, Giftgrube, Sainte-Marie-aux-Mines

- Albanie
- Allemagne

Saint Andreasberg (faciès botryoïdale) ou Wolfsberg dans le Harz
Annaberg-Buchholtz, Johanngeorgenstadt, Marienberg ou Schneeberg, Saxe
Wittichen ou Wieden, Forêt-noire, Bade-Wurtemberg
- Australie
- Autriche
- Belgique
- Bolivie
- Bulgarie

- Canada

China Creek
Dépôt aurifère de Hemlo près du Lac Supérieur, Ontario
mine de l'Ingénieur, Atlin, Colombie Britannique
carrière de la Corporation, Mont royal, Montréal, Québec
- Chili
- Chine

Dépôts tungstènifères du Dajishan, province du Jianxi
- Espagne
- États-Unis

Washington Camp, comté de Santa Cruz, Arizona
Sterling Hill, Ogdensburg, comté du Sussex, New-Jersey
- Finlande
- France

filons saint Jacques ou du Gabe-Gottes au Rauenthal, parties des anciens filons métallifères des mines de Sainte-Marie-aux-Mines, département du Haut-Rhin en Alsace et leurs excroissances dans le département des Vosges
La Talaudière, ou filon Saint-Martin le Sauveté près Saint-Étienne, Loire
Anciennes mines d'argent des Chalanches, Allemont, Isère, région Rhône-Alpes, France
- Grande-Bretagne
- Grèce
- Hongrie
- Irlande
- Italie
- Japon

Mine Akatani, district minier de Fukui, Honshu
- Kazakhstan
- Kirguizstan
- Madagascar
- Malaisie

mine Kusa, Bau ou Bidi, province Sarawak, île de Bornéo
- Maroc
- Mexique

Batopilas, district Andres del Rio, Chihuahua
Rio Moctezuma, Sonora
- Mongolie
- Norvège

anciennes mines d'argent de Kongsberg, Svene, Flesberg, comté de Buskerud
- Nouvelle-Zélande
- Ouzbékistan
- Pérou

mine Huallapón mine, Pasto Bueno, province d'Ancash
- Pologne
- Portugal
- Roumanie

Mine de Sacarambu ou Sácǎrîmb (Nagyág), Deva ou Hunyad, région de Hunedoara
Kapnick ou Cavnic (Kapnikbánya)
- Russie

Gikos, Sibérie (grosses masses)
- Serbie
- Slovaquie

mine Mária-Margita, Achten, district de Rožňava, région de Košice
- Suède

Mine Åkerberg, Skelleftea, Vasterbotten
Mine Storliden, Laponie
- Suisse
- Tadjikistan
- Tchéquie

Příbram et Jáchymov dans le Joachimsthal, Cínovec en Zinnwald, Bohême
- Ukraine

## Usages
L'arsenic natif, par ailleurs rare en quantité exploitable, est encore plus rarement un minerai. Il s'agit d'un minéral de collection. L'arsenic au degré d'oxydation zéro est un sous-produit du traitement du mispickel.
L'arsenic est un corps simple entrant dans la composition d'alliages stables et résistants à la chaleur. Il permet le bronzage des objets. Ses composés dévoilant de magnifiques couleurs sont employés dans les feux d'artifice en pyrotechnie ou comme pigment en peinture. Il est utilisé pour des traitements médicaux comme en pharmacologie à dose maîtrisée depuis l'Antiquité. Dans l'industrie électronique l'élément As purifié permet de créer des composants pour lasers et des semi-conducteurs tels que l'AsGa.
L'arsenic et ses composés solubles, comme l'acide arsénique, le pentoxyde d'arsenic, l'arséniate de plomb ou de calcium entrent bien souvent dans la composition banale des produits dits phytosanitaires, que sont les herbicides, pesticides, insecticides. Ces produits sont susceptibles, à fortes doses répétées, de stériliser les sols, ce qui était connu dès l'Antiquité. Leur pulvérisation classique en agriculture productiviste nécessite de rappeler la banale prévention de lavage des fruits et légumes avant dégustation.
L'arséniate de cuivre chromé ou pesticide CCA est encore parfois utilisé pour protéger le bois.

### Histoire
Il semble que l'usage guerrier de l'arsenic ait marqué le monde antique grec. Il consistait à stériliser les sols et les lieux sacrés des ennemis en épandant de fortes doses d'évaporites, notamment de sels, mais aussi de l'arsenic et ses composés.

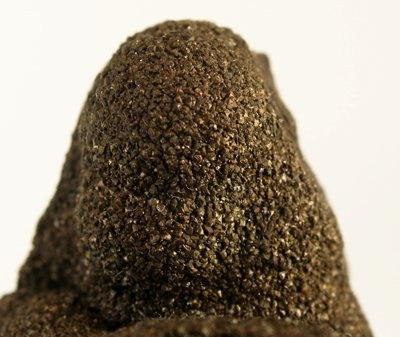
As natif testacé à structure granulaire ou botryoïdal, mont Washington, île de Vancouver, Colombie-Britannique. (dôme d'un échantillon de 59 g ou 4.6 x 3.0 x 2.9 cm)

L'arsenic natif a été exploité précocement au long de petites veines et croûtes botryoïdales dans les contrées minières du Harz et des monts Métallifères (Erzgebirge) entre Saxe et pays tchèques. Il servait dans l'industrie verrière à éliminer la couleur verte due à la présence d'ions fer dans la matière verrière impure.